# Museu Venanzo Crocetti
O Museo Venanzo Crocetti é um museo voltado à la conservação e à exposição de obras do escultor italiano Venanzo Crocetti. Localiza-se em Roma, em Via Cassia, 492. 

## História
O museu está instalado no amplo edifício que foi o estúdio romano do escultor.

## Organização
O museu recolhe e conserva mais de centos obras, incluindo bronzes, mármores, pinturas, trabalhos em papel e documentação de um período de tempo a partir de 1930 até 1998.
Trabalhos de  Venanzo Crocetti estão em Roma, Bruxelas, Paris, Berna, Zurique, Nova York, São Paulo, Rio de Janeiro, Tóquio e Osaka. 
Em São Petersburgo, o Museu Nacional do Hermitage tem uma sala de exposição permanente dedicada à obra de Crocetti.

O Museu Crocetti também organiza eventos e exposições de arte contemporânea.